# 보더 러피안
보더 러피안(Border Ruffian)은 노예주인 미주리주의 노예제도 찬성론자로 결성된 무장투쟁 단체였다. 1854년에서 1860년에 걸쳐 캔자스 준주의 경계를 드나들며, 노예제도 수용을 위해 폭력적인 활동을 전개했다. 그들의 이름은 캔자스에 사는 자유주 주민들과 북부에서 온 노예 제도 폐지론자들이 붙인 것이다. 무장한 보더 러피언은 캔자스 준주의 선거에 개입하였고, 자유주 운동가(Free Stater)들을 습격하였다. 이러한 폭력성으로 ‘피의 캔자스’라는 어구의 어원이 되었다. 보더 러피안들은 긴장을 고조시켰고, 남북 전쟁을 일으키는데 기여하였다.
실제로는 소수의 보더 러피안만이 노예를 소유하고 있었고, 대부분은 가난한 이들이었다. 그들을 움직인 동기는 양키와 노예폐지론자들에 대한 증오심이었으며, 근처에 사는 해방 노예들에 대한 공포 때문이었다.
보더 러피안들은 미주리 주의 미국 상원 의원 데이빗 라이스 애치슨과 같은 지도자들의 말장난에 선동되었으며, 그들은 북부 사람을 ‘깜둥이 도둑’이라고 불렀고, ‘폐지론자 폭도들’이라고 불렀다. 그는 미주리 사람들에게 필요하다면 모든 폐지론자들을 죽여서라도 ‘총검과 피’로 그들의 신념을 방어하라고 부추겼다.

## 피의 캔자스
캔자스 준주는 1854년 캔자스 네브라스카 법에 의해 설립되었다. 이 법은 그 지역에서 노예제도에 대한 연방의 금지를 폐지한 법안이었다. 대신, 지역에서 선출된 주 의회가 자유주와 노예주 여부를 결정하게 한 것이다.
이 당시, 캔자스의 많은 정착민들이 노예제도를 반대했다. 그러나 노예제도의 옹호자들은 그럼에도 불구하고 자신들의 의견을 강행하려 했다. 캔자스 준주에서 선거가 실시되었을 때, 무장한 보더 러피안들이 투표소를 장악하고, 자유주 찬성자들이 투표하는 것을 못하게 하고, 그들 자신이 불법적인 선거를 했다. 그들 자신은 미주리에서 온 사람들로 투표권 자체가 없었다.
보더 러피안들은 프리 스테이트 개척민들에게 무차별 폭력을 가했다. 농장을 불태우고, 때로는 프리 스테이트 사람들을 살해했다.
가장 악명이 높았던 것은, 보더 러피안이 캔자스 로렌스를 두번이나 기습한 사건이었다. 1855년 12월 1일, 보더 러피안으로 구성된 소수의 무리가 로렌스를 포위했지만, 그들을 몰아냈다. 이것이 와카루사 전쟁으로 거의 피를 보지 않은 전쟁이었다.
이듬 해 1856년 5월 21일, 좀 더 큰 규모의 보더 러피안과 노예제도 찬성론자들이 로렌스를 함락하고, 약탈을 했다. 이 사건이 로렌스 약탈 사건이다.
프리 스테이트 주민들은 가끔씩 반격을 가하기도 했다. 제이호크스(또는 레드레그즈, 레드레거즈)로 알려진 프리 스테이트 민병대가 노예제도 찬성 개척민들을 습격하여, 보더 러피안 동조자들을 심문했다. 가장 악명이 높았던 존 브라운은 5명의 노예제도 찬성론자들을 오사와토미에서 살해했다.

## 남북 전쟁
남북 전쟁동안, 이 지역에서 폭력이 계속되었을 뿐만아니라, 더 심화되었다. 이전에 러피안이었던 사람들이 남군 게릴라가 되었다. 그들은 미주리주 서부에서 작전을 펼쳐, 가끔씩 캔자스 침입해와 북군을 기습하여 압박했다. 농장은 불태워지고, 약탈을 당했다. 게릴라로 의심되는 이들은 살해를 당했고, 게릴라들도 북군 동조자와 정보를 주는 사람들을 살해했다. (부시왜커 참조)
많은 북군 부대에 캔자스 제이호커들이 입대를 하였으며, 이들은 미주리 사람들에 대해 깊은 원한을 품고 있었다. 제이호크는 오세올라와 같은 미주리의 여러 타운을 파괴했다. 오세올라 파괴는 1976년에 제작된 영화 《무법자 조시 웰즈》(The Outlaw Josey Wales)에서 잘 그려지고 있다.

## 같이 보기
- 피의 캔자스
- 존 브라운
- 로렌스 약탈